# Langford (Canada)
Langford è una città del Canada facente parte della provincia della Columbia Britannica.